# El Berrón (stacja kolejowa)
El Berrón (hiszp. Estación de El Berrón) – stacja kolowa w miejscowości El Berrón, we wspólnocie autonomicznej Asturia, w Hiszpanii.
Jest ważnym węzłem kolejowym i jest obsługiwana przez regionalne pociągi wąskotorowe Ferrocarriles de Vía Estrecha (FEVE). Stanowi część linii F-5 i F-6 Cercanías Asturias.

## Położenie stacji
Krzyżują się tutaj dwie linie wąskotorowe, pod kątem prostopadłym. Pierwsza linia to Gijón – Laviana w km 21,19, pomiędzy stacjami Noreña i Xixún. Druga linia to Oviedo – Santander, w km 329,1, między stacjami Fonciello oraz La Carrera.

## Historia
Stacja została oddana do użytku w dniu 7 maja 1853 roku wraz z uruchomieniem odcinka Pinzales-Carbayín, a linia Gijón-Sama ukończona została 12 lipca 1956. Linie wybudowała Compañía del Ferrocarril de Langreo. 13 listopada 1891 otwarto drugą linię Oviedo-Infiesto, zbudowaną przez Compañía de los Ferrocarriles Económicos de Asturias. Od 1972 do 2013 była zarządzana przez FEVE.

## Linie kolejowe
- Oviedo – Santander – linia wąskotorowa Ferrocarriles de Vía Estrecha